# Johann Beckenschlager
Johann Beckenschlager, ou encore Beckensloer, Pfluger ou Peckensloer (* en 1427 ou vers 1435 à Wrocław; † 15 décembre 1489 à Salzbourg), est un archevêque de Gran (Eztergom) et ensuite, sous le nom de Johann III, archevêque de Salzbourg.

## Famille
Fils de Marcus († 1457) de la noblesse bohémienne, qui tient des responsabilités notables à Breslau à partir de 1439, et de Barbara Stengel († 1438), originaire de Benkwitz ; son père se remarie avec Hedwige Rothe († après 1457) originaire de Wiltschau.

## Carrière
Fils d'un forgeron, il fait des études en Italie, puis accède à la cour de Hongrie, où il est nommé prévôt de Cinq-Églises par Matthias Corvin en 1462 ; le 17 mai 1465 il devient évêque de Großwardein. En 1467 il devient évêque d'Eger et en 1473 archevêque de Gran (Esztergom) et Primat de Hongrie. Comme il perdait la faveur du roi de Hongrie, il quitte la Hongrie le 13 février 1476 et s'attache à l'empereur Frédéric III, dont il sera conseiller et financier. Le 22 mars 1477 il est nommé coadjuteur de l'évêque de Vienne Léon de Spaur (de), très malade, et devient en 1480 administrateur du diocèse de Vienne, mais il démissionne de ce poste quand il est nommé le 14 janvier 1482 administrateur de Salzbourg avant de devenir archevêque en titre en 1487.
Plus chef de guerre que chef spirituel, il se présente volontiers en armure complète et paie de sa personne sur le champ de bataille. Réputé pour sa force physique extraordinaire, l'archevêque aimait les plaisirs de la chair, et, malgré les engagements cléricaux, aurait souvent utilisé le passage secret construit par son prédécesseur pour rejoindre ses concubines. Il n'était pas très populaire auprès de la population : elle lui reprochera de nombreuses opérations militaires et la misère qui y est associée.
Il a passé la plupart de son temps hors du diocèse de Salzbourg en tant que diplomate de l'empereur Frédéric III. Il passe l'année 1481 et l'hiver 1483/84 aux Pays-Bas. L'empereur le nomme en 1483 gouverneur de Styrie. Dès mai 1486, il s'occupe du recrutement des mercenaires impériaux pour la guerre contre le roi hongrois Matthias Corvin. Le 21 juin 1486, l'Empereur le nomme gouverneur d'Autriche (Haute et Basse-Autriche), de Styrie, de Carinthie, de Carniole, d'Istrie.
Pendant ses absences, la régence de Salzbourg échoit au chancelier George Altdorfer évêque de Chiemsee. L'archevêque passe la dernière année de sa vie, bien malade, dans la forteresse de Hohensalzburg, qu'il avait fait aménager : il transforme l'ancien bâtiment (Hohen Stock) en résidence de l'archevêque, y aménage des greniers et un hospice.

## Source de la traduction
- (de) Cet article est partiellement ou en totalité issu de l’article de Wikipédia en allemand intitulé « Johann Beckenschlager » (voir la liste des auteurs).